# Andalgalomys pearsoni
Andalgalomys pearsoni is een zoogdier uit de familie van de Cricetidae. De wetenschappelijke naam van de soort werd voor het eerst geldig gepubliceerd door Myers in 1977.